# Christian Petermann
Christian Petermann (São Paulo, 16 de maio de 1966 — São Paulo, 3 de maio de 2016) foi um jornalista e crítico de cinema brasileiro.

## Biografia
Trabalhou nas revistas "SET" e "Rolling Stone", no jornal Folha de S. Paulo, na TV Gazeta, entre outros. Foi curador do festival semestral Cine Vitrine Independente e um dos membros fundadores da Associação Brasileira de Críticos de Cinema (Abraccine).
Ministrava cursos na Casa do Saber..